# Călinești (Argeș)
Călinești is een Roemeense gemeente in het district Argeș.
Călinești telt 11082 inwoners.

## Geboren
- Adrian Mutu (8 januari 1979), voetballer